# Tỉnh Bungo (Tên cũ)

Bản đồ các tỉnh của Nhật Bản (1868) với tỉnh Bungo được tô sáng

Tỉnh Bungo  (豊後国 (Phong Hậu Quốc) Bungo no kuni) đã từng là một tỉnh của Nhật Bản ở phía đông của đảo Kyūshū nằm trong khu vực của Tỉnh Ōita hiện nay. Nó vài lần đã được gọi là Hōshū (豊州 (Phong Châu)), với tỉnh Buzen. Bungo giáp tỉnh Buzen, Hyūga, Higo, Chikugo và Chikuzen.

## Lịch sử
Vào cuối thế kỷ thứ 7, tỉnh Toyo được chia thành Buzen (nghĩa đen là "mặt trước của Toyo ") và Bungo ("mặt sau của Toyo "). Cho đến thời Heian, Bungo được đọc là Toyokuni no Michi no Shiri.
Người ta tin rằng thủ đô của Bungo nằm ở Furugou (古国府), nghĩa đen là "thủ đô cũ" của thành phố Ōita, nhưng đến năm 2016 không có bằng chứng khảo cổ nào được tìm thấy.
Danh dự của ngôi đền Shinto linh thiêng nhất của tỉnh Bungo (前 一, Buzen ichinomiya) đã được trao cho Đền thờ Usa có tên là Usa Hachimangu hoặc Usa Jingu ở quận Usa (ngày nay là Usa, Ōita). Đền thờ Usa không chỉ có thẩm quyền tôn giáo mà còn ảnh hưởng chính trị đến quản trị địa phương, nhưng ảnh hưởng của họ đã giảm cho đến thời kỳ Sengoku.
Trong thời kỳ Sengoku, vào giữa thế kỷ 16, Bungo là một thành trì của tộc Ōtomo. Gia tộc Ōuchi ở vùng Chūgoku phía tây chịu ảnh hưởng của chính trị Buzen. Vào giữa thời kỳ, cả hai gia tộc đều từ chối. Sau khi Toyotomi Hideyoshi cũng nắm quyền lực ở Kyūshū, 120 nghìn koku của tỉnh Buzen đã được trao cho Kuroda Yoshitaka kể từ năm 1587, người đã tạo ra Kokura, hiện là một phần của Kitakyushu, Fukuoka, địa điểm của ông và xây dựng lâu đài. Các phần khác của tỉnh được chia thành từng mảnh và trao cho các daimyō khác.
Vào năm 1600, con tàu Hà Lan do người Anh Will Adams lái trên bờ biển Bungo lái. Khi Shogun Tokugawa Ieyasu phỏng vấn Adams, những nghi ngờ của ông đã được xác nhận rằng Dòng Tên, người được phép hoạt động tại Nhật Bản từ những năm 1540, đang có ý định giành quyền kiểm soát đất nước. Khi thời điểm thích hợp, vào năm 1614, Ieyasu đã trục xuất mọi hoạt động của Kitô giáo. Do đó, cuộc đổ bộ vào Bungo của Adams đã chứng minh ý nghĩa đối với lịch sử tiếp theo của quốc gia. Chuỗi sự kiện lịch sử này là nền tảng của cuốn sách Shogun năm 1975 và tập phim ngắn cùng tên năm 1980.
Vào thời Meiji, các tỉnh của Nhật Bản đã được chuyển đổi thành quận. Bản đồ của Nhật Bản và tỉnh Bungo đã được cải cách vào những năm 1870.

## Đền thờ và Miếu

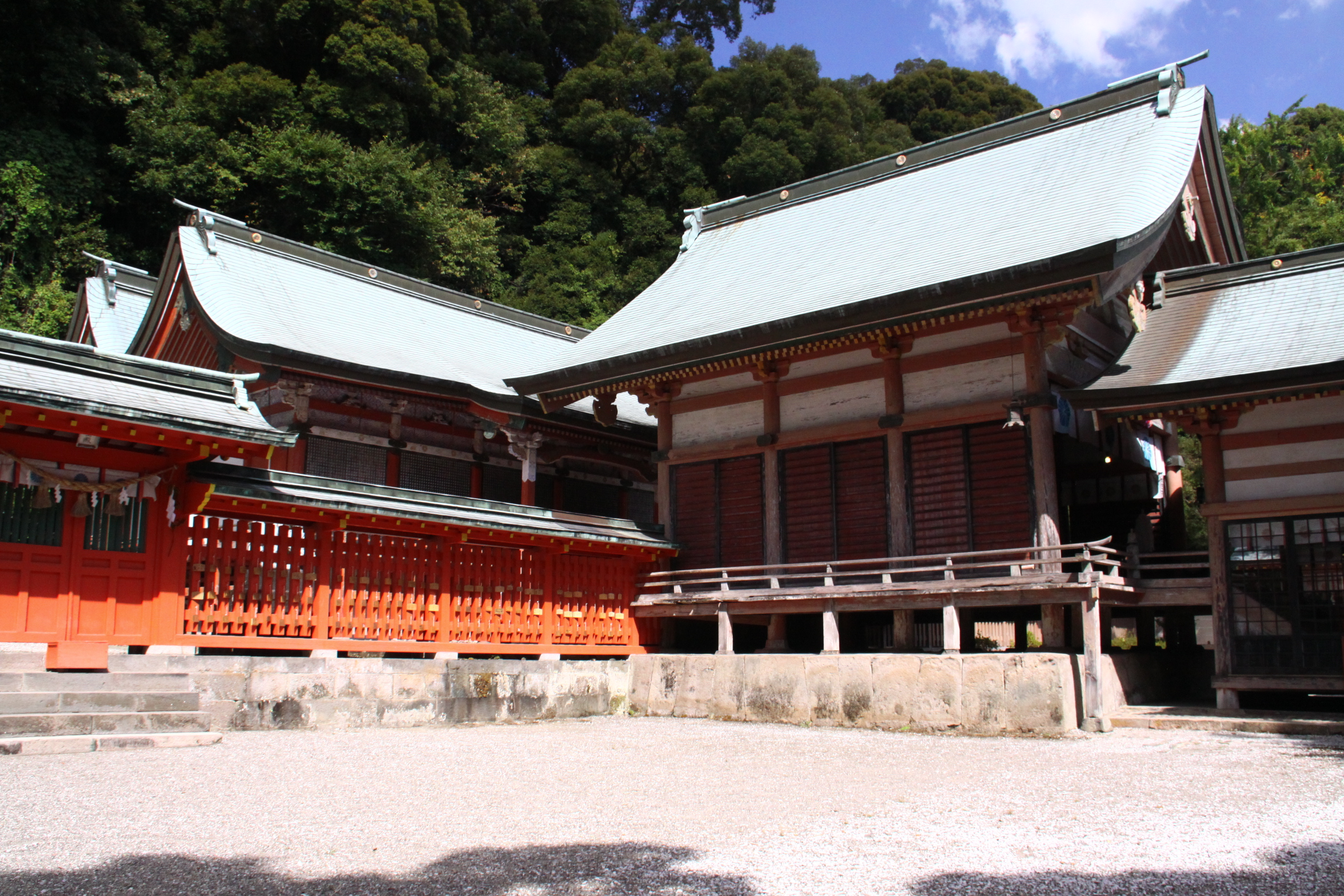
Yusuhara-hachiman-gū

Sasamuta-jinja và Yusuhara Hachiman-gū là những đền thờ Thần đạo chính (ichinomiya) của Bungo.

## Khu lịch sử
- Tỉnh Ōita
  - Quận Amabe (部 郡) 
    - Quận Kitaamabe (北海 部) - đã giải thể
    - Quận Minamiamabe (南海 部 郡) - đã giải thể

  - Quận Hayami (見 郡)
  - Quận Hita (高 郡) - đã giải thể
  - Huyện Kusu (珠 郡)
  - Quận Kunisaki (埼 郡) 
    - Quận Higashikunisaki (国)
    - Quận Nishikunisaki (国) - đã giải thể

  - Quận Naoiri (直 入 郡) - đã giải thể
  - Quận Ōno (大野 郡) - đã giải thể
  - Quận Ōita (大分 郡) - đã giải thể